# Iže cheruvimi
Iže cheruvimi (Vrij vertaald: Cherubijnengezang) is een compositie van Krzysztof Penderecki uit 1986. Het is een werk voor achtstemmig koor (2 sopraan-, 2 alt-, 2 tenor- en 2 baritonstemmen; SSAATTBB)). 
Penderecki gebruikte een Oudslavische liturgietekst in oude polyfonische stijl zonder dissonanten. Het werk is geschreven ter viering van de zestigste verjaardag van Mstislav Rostropovich, dat gehouden werd op 27 maart 1987. Penderecki dirigeerde leden van de Choral Arts Society of Washington in Washington D.C., toen waarschijnlijk in de Engelse versie.